# Rodney Hood
Rodney Michael Hood (Meridian, 20 ottobre 1992) è un cestista statunitense, di ruolo ala piccola o guardia, professionista nella NBA G League con i Memphis Hustle.

## Carriera

### NBA (2014-)

#### Utah Jazz (2014-2018)
Dopo una stagione in NCAA con i Mississippi State Bulldogs, Hood si trasferisce nella più prestigiosa università di Duke (perdendo completamente l'anno 2012-13). Nella sua prima ed unica stagione con i Blue Devils chiude con oltre 16 punti a partita; il 26 giugno 2014 venne scelto alla 23ª chiamata del Draft NBA 2014 dagli Utah Jazz.
Nella stagione da rookie Hood giocò 50 partite, di cui 21 da titolare, tenendo comunque 8,7 punti di media.
Nella stagione successiva Hood mostrò ulteriori miglioramenti, migliorando in quasi tutte le statistiche e diventando il titolare della squadra, anche a causa dei continui infortuni di Alec Burks, giocando 79 delle 82 partite della squadra tutte quante nel quintetto base. Il 1º gennaio 2016 con 32 punti segnati contro i Memphis Grizzlies realizzò il suo career-high. A metà febbraio 2016 venne selezionato per il NBA Rising Stars Challenge (insieme al compagno di squadra Raul Neto) tra i migliori giocatori al secondo anno di carriera in NBA. Il 14 gennaio 2016 portò i Jazz alla vittoria sui Cleveland Cavaliers grazie a 28 punti, 2 rimbalzi e 1 assist. Il 29 marzo 2016, durante l'ultima partita di Kobe Bryant a Salt Lake City fu autore di un primo tempo con 30 punti e 3 rimbalzi (8/9 da tre, 11/13 dal campo); la partita terminò col punteggio di 123-75 per gli Utah Jazz (seconda peggior sconfitta nella storia dei Los Angeles Lakers). Tuttavia, gli stessi Lakers, nell'ultima partita assoluta di Kobe Bryant il 14 Aprile 2016, sconfissero i Jazz col punteggio di 101-96, fermando così il record dei Jazz a 41-41; la squadra di Salt Lake City arrivò nona, a un passo dai playoffs, che comunque anche vincendo la partita non avrebbe raggiunto in quanto gli Houston Rockets (che terminarono con un record di 42-40) erano in vantaggio negli scontri diretti sui Jazz.
Nella stagione 2016-17 Hood continuò a essere titolare, fornendo sempre ottime prestazioni e tenendo buone medie, contribuendo così all'arrivo degli Utah Jazz al quarto posto nella Western Conference (complici anche i cali rispetto alla stagione precedente di Dallas Mavericks, Oklahoma City Thunder e Portland Trail Blazers). Alla fine della stagione arrivarono quinti a ovest con un record di 51 vittorie e 31 sconfitte, lo stesso dei Los Angeles Clippers che arrivarono quarti grazie a un vantaggio di 3-1 negli scontri diretti.
Nella postseason i mormoni eliminarono la franchigia di Los Angeles a gara-7 del primo turno, per poi venire sweppati alle semifinali di conference dai Golden State Warriors futuri vincitori dell'anello; Hood giocò tutte le 11 gare della squadra ma in uscita dalla panchina in quanto il suo posto in quintetto venne preso da Joe Ingles.

#### Cleveland Cavaliers (2018-2019)

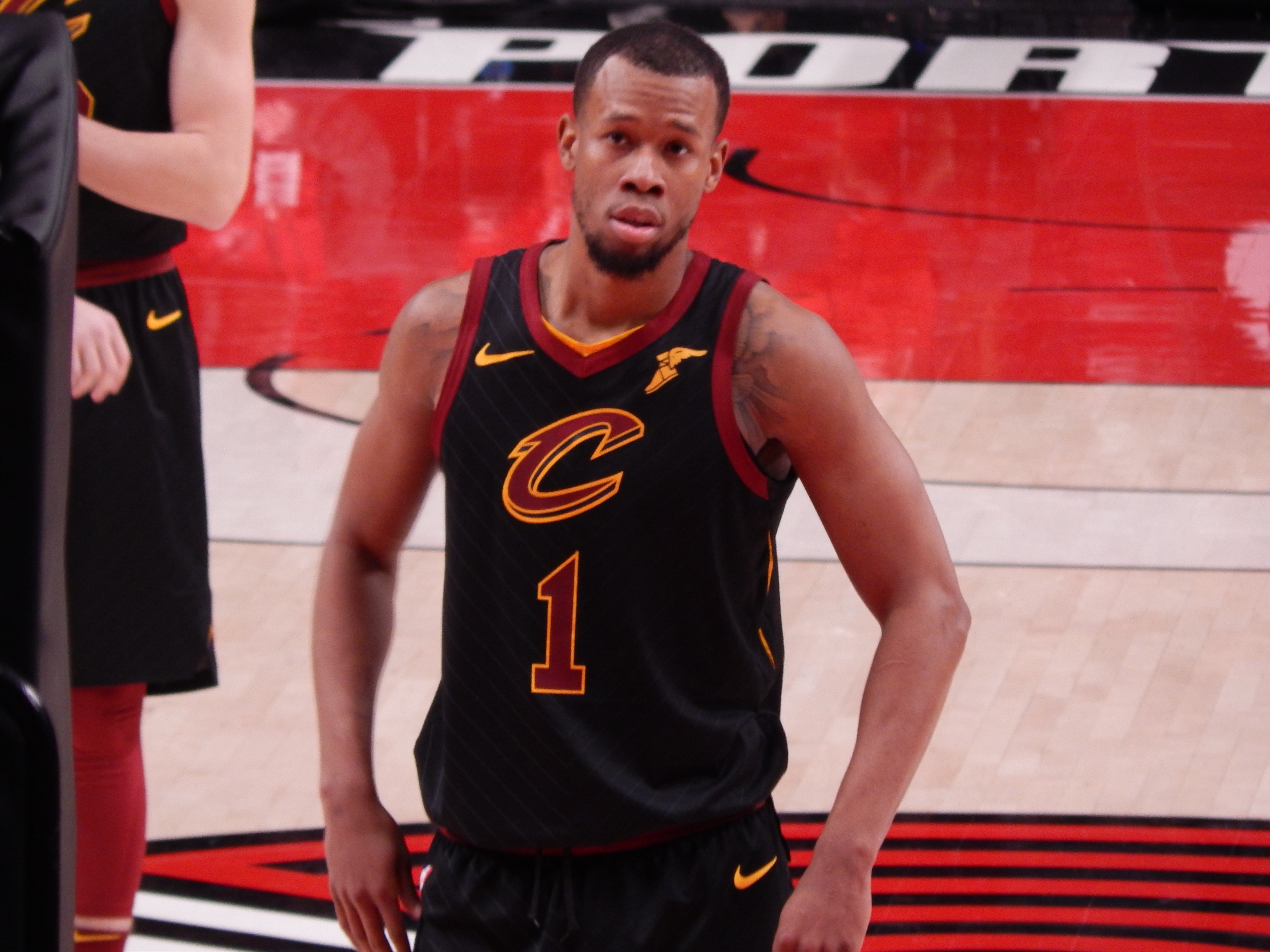
Hood a Cleveland

L'8 febbraio 2018, poco prima della trade dead-line venne ceduto ai Cleveland Cavaliers in uno scambio a tre squadre che coinvolse anche i Sacramento Kings.

#### Portland Trail Blazers (2019-2021)
A pochi giorni dalla chiusura del mercato NBA, il 4 febbraio 2019, i Portland Trail Blazers acquisirono Rodney Hood dai Cleveland Cavaliers, mentre fecero il percorso inverso Nik Stauskas e Wade Baldwin; I Cavs inoltre ricevettero due seconde scelte future (2021 e 2023).

## Statistiche

### College
| Anno      | Squadra          | PG | PT | MP   | TC%  | 3P%  | TL%  | RP  | AP  | PRP | SP  | PP   |
| --------- | ---------------- | -- | -- | ---- | ---- | ---- | ---- | --- | --- | --- | --- | ---- |
| 2011-2012 | MSU Bulldogs     | 32 | 29 | 32,8 | 44,3 | 36,4 | 65,9 | 4,8 | 2,0 | 0,4 | 0,4 | 10,3 |
| 2013-2014 | Duke Blue Devils | 35 | 33 | 32,9 | 46,4 | 42,0 | 80,7 | 3,9 | 2,1 | 0,7 | 0,3 | 16,1 |
| Carriera  | Carriera         | 67 | 62 | 32,8 | 45,5 | 39,6 | 77,3 | 4,3 | 2,1 | 0,6 | 0,3 | 13,3 |

### NBA

#### Regular Season
| Anno      | Squadra             | PG  | PT  | MP   | TC%  | 3P%  | TL%  | RP  | AP  | PRP | SP  | PP   |
| --------- | ------------------- | --- | --- | ---- | ---- | ---- | ---- | --- | --- | --- | --- | ---- |
| 2014-2015 | Utah Jazz           | 50  | 21  | 21,3 | 41,4 | 36,5 | 76,3 | 2,3 | 1,7 | 0,6 | 0,2 | 8,7  |
| 2015-2016 | Utah Jazz           | 79  | 79  | 32,2 | 42,0 | 35,9 | 86,0 | 3,4 | 2,7 | 0,9 | 0,2 | 14,5 |
| 2016-2017 | Utah Jazz           | 59  | 55  | 27,0 | 40,8 | 37,1 | 78,3 | 3,4 | 1,6 | 0,6 | 0,2 | 12,7 |
| 2017-2018 | Utah Jazz           | 39  | 12  | 27,8 | 42,4 | 38,9 | 87,6 | 2,8 | 1,7 | 0,8 | 0,2 | 16,8 |
| 2017-2018 | Cleveland Cavaliers | 21  | 11  | 25,3 | 44,2 | 35,2 | 81,3 | 2,6 | 1,4 | 0,7 | 0,2 | 10,8 |
| 2018-2019 | Cleveland Cavaliers | 45  | 45  | 27,4 | 42,7 | 36,2 | 91,2 | 2,5 | 2,0 | 0,8 | 0,1 | 12,2 |
| 2018-2019 | Portland T. Blazers | 27  | 4   | 24,4 | 45,2 | 34,5 | 80,5 | 1,7 | 1,3 | 0,8 | 0,3 | 9,6  |
| 2019-2020 | Portland T. Blazers | 21  | 21  | 29,5 | 50,6 | 49,3 | 77,8 | 3,4 | 1,5 | 0,8 | 0,2 | 11,0 |
| 2020-2021 | Portland T. Blazers | 38  | 5   | 19,1 | 36,3 | 29,8 | 75,0 | 1,9 | 1,2 | 0,5 | 0,1 | 4,7  |
| 2020-2021 | Toronto Raptors     | 17  | 0   | 12,7 | 35,6 | 31,0 | 93,8 | 1,8 | 0,4 | 0,2 | 0,2 | 3,9  |
| 2021-2022 | Milwaukee Bucks     | 39  | 0   | 14,9 | 35,1 | 30,0 | 92,9 | 1,7 | 0,8 | 0,3 | 0,1 | 3,3  |
| 2021-2022 | L.A. Clippers       | 13  | 0   | 9,8  | 46,2 | 54,5 | 80,0 | 0,8 | 0,6 | 0,2 | 0,2 | 2,6  |
| Carriera  | Carriera            | 448 | 253 | 24,5 | 42,0 | 36,6 | 84,1 | 2,6 | 1,6 | 0,7 | 0,2 | 10,4 |

#### Play-off
| Anno     | Squadra             | PG | PT | MP   | TC%  | 3P%  | TL%  | RP  | AP  | PRP | SP  | PP  |
| -------- | ------------------- | -- | -- | ---- | ---- | ---- | ---- | --- | --- | --- | --- | --- |
| 2017     | Utah Jazz           | 11 | 0  | 25,2 | 35,2 | 26,0 | 61,1 | 2,7 | 1,1 | 0,5 | 0,0 | 8,9 |
| 2018     | Cleveland Cavaliers | 17 | 1  | 15,3 | 42,4 | 16,7 | 75,0 | 1,8 | 1,1 | 0,3 | 0,2 | 5,4 |
| 2019     | Portland T. Blazers | 16 | 0  | 23,3 | 46,8 | 35,3 | 81,8 | 2,3 | 0,9 | 0,4 | 0,2 | 9,9 |
| Carriera | Carriera            | 44 | 1  | 20,7 | 41,6 | 28,0 | 75,7 | 2,2 | 1,0 | 0,4 | 0,2 | 7,9 |